# 蔡鸿祥
蔡鸿祥（1931年—），男，上海人，中国武术运动员、武术教育家。在“中华武林百杰”评选活动中被评为十大武术名师。